# Atyria attenuata
Atyria attenuata är en fjärilsart som beskrevs av W. Warren 1900. Atyria attenuata ingår i släktet Atyria och familjen mätare. Inga underarter finns listade i Catalogue of Life.